# St. Stephan (Berg am Laim)

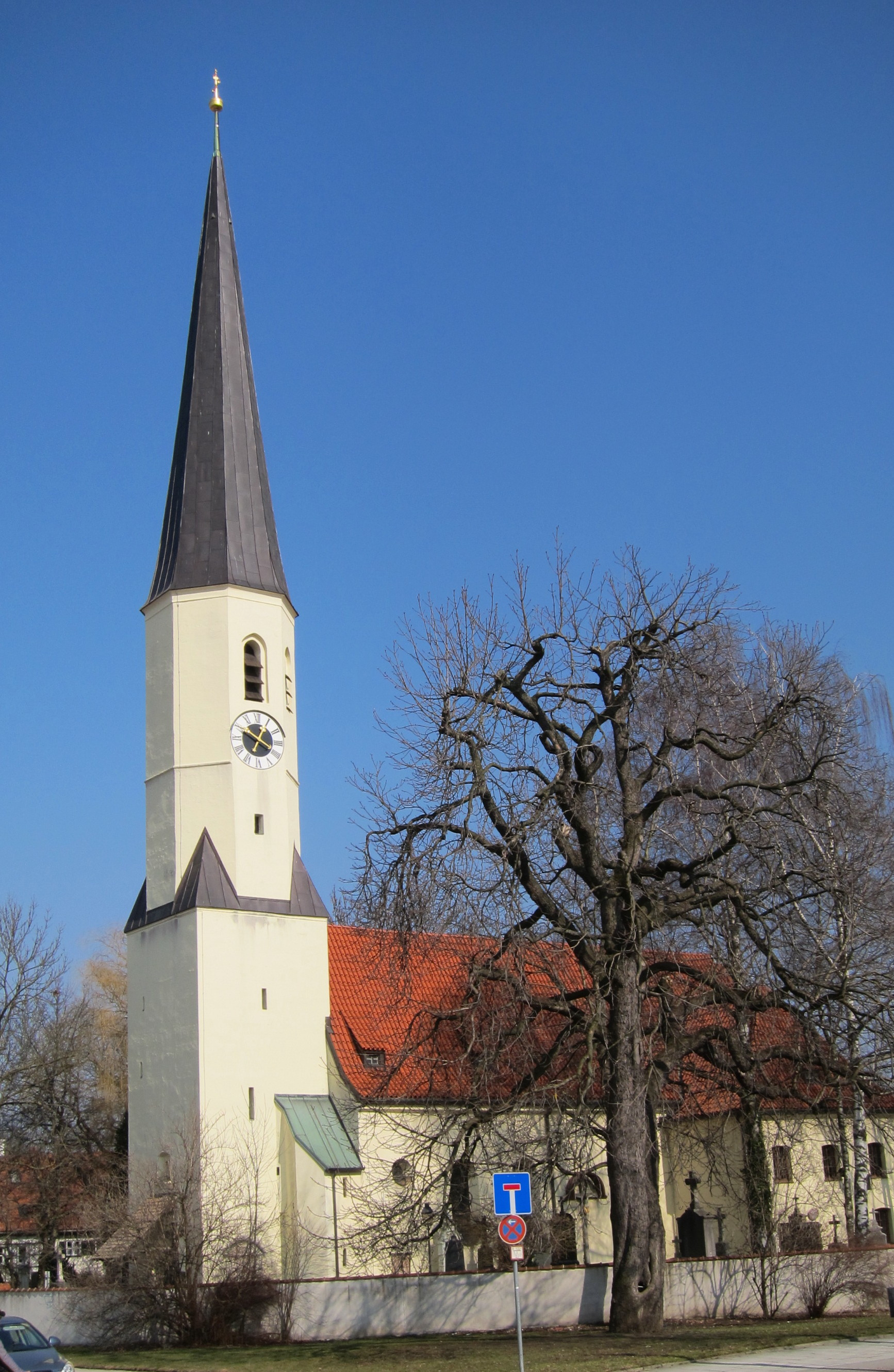
Alte Pfarrkirche St. Stephan

Die römisch-katholische Kirche St. Stephan am Baumkirchner Platz in Berg am Laim ist die alte Pfarrkirche von Baumkirchen im heutigen Stadtgebiet von München. Sie gilt als die älteste urkundlich erwähnte Kirche Münchens.

## Geschichte
Der Name leitet sich von einer frühmittelalterlichen Holzkirche, einer baumenen Kirche, ab. Ihre Erbauung könnte auf die Zeit um 800 zurückgehen, denn in einer Urkunde von 813 wird von einer Kirchenstiftung an das Bistum Freising berichtet. Die Kirche hat ihre Selbstständigkeit als Pfarrkirche jedoch schon 1806 auf Grund eines königlichen Erlasses an die Bruderschaftskirche St. Michael verloren, der sie heute als Filialkirche dient.

## Bauwerk
Der heutige Bau ist eine spätgotische Wandpfeilerkirche mit dreiseitigem Chorschluss aus dem Jahre 1511. Ihren Bauformen nach ähnelt sie den kurz zuvor vollendeten Münchner Kirchen der ausgehenden Gotik, insbesondere der Salvatorkirche, weshalb deren Erbauer, Lukas Rottaler, auch für St. Stephan in Frage kommt. Die Türme beider Kirchen verfügen über ein hohes Spitzdach. St. Stephan ist noch von ihrem Friedhof umgeben. Das Innere weist fünf Joche mit Wandpfeilern auf, von denen früher die Gewölberippen ausstrahlten, bevor die Kirche 1713–27 barockisiert wurde. Weitere Restaurierungen fanden im 19. und 20. Jahrhundert statt. 2006 wurde der Turm und die beiden Glocken renoviert. 

## Ausstattung

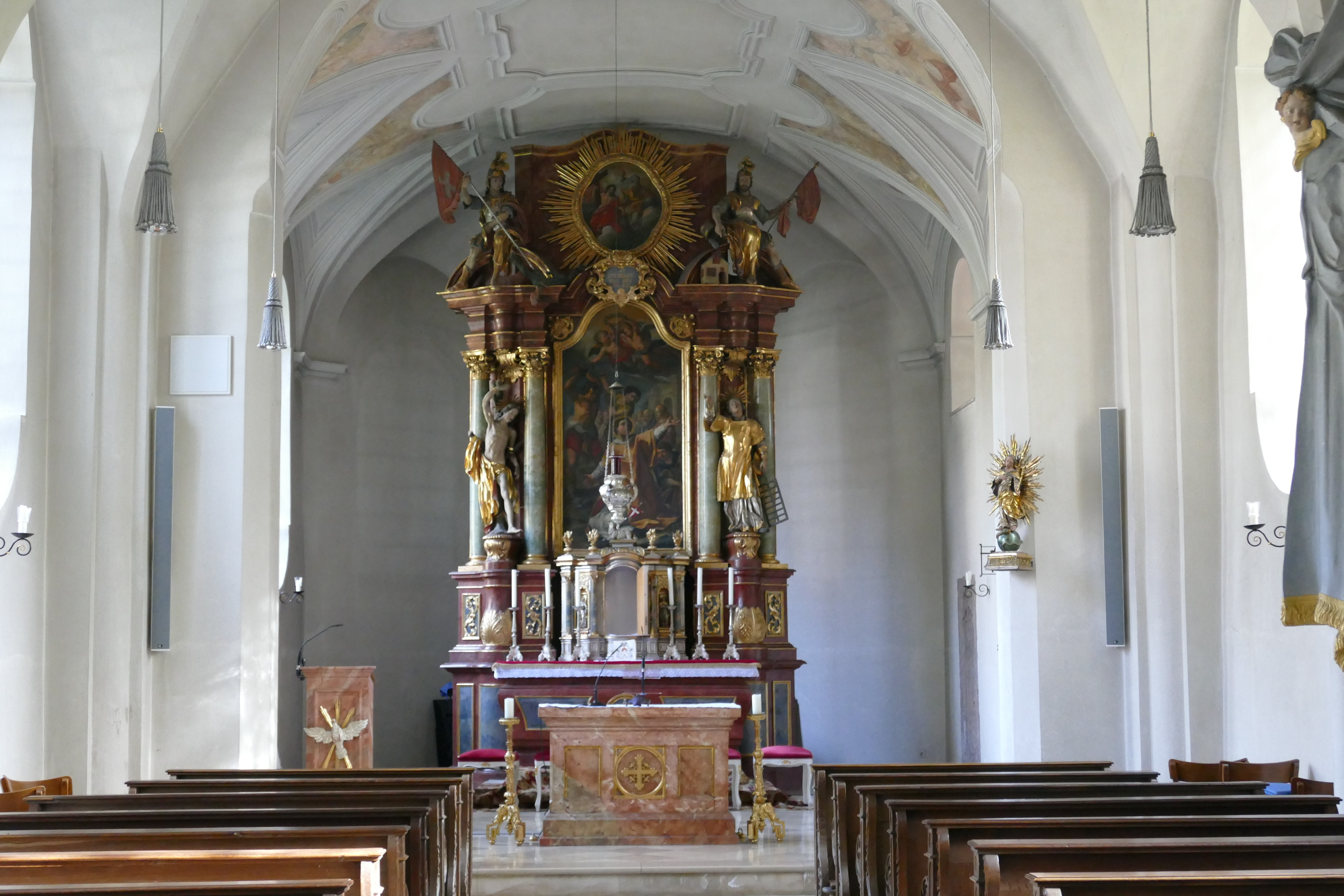
Chorraum von St. Stephan

Der barocke Hochaltar zeigt zentral das Martyrium des Kirchenpatrons, die Steinigung des Hl. Stephanus, der als erster Märtyrer des Christentums verehrt wird. Das Altarbild wird von Figuren der Märtyrer Sebastian und Laurentius flankiert. Im oberen Bereich ist die Heiligste Dreifaltigkeit und die Heiligen Georg und Florian dargestellt. Im sonst eher schlicht gehaltenen Innenraum befindet sich an der Südwand sonst noch nur ein monumentales Kruzifix und eine Figur der Schmerzhaften Muttergottes.
Die Orgel wurde in den 1980er Jahren von Wilhelm Stöberl gebaut. Sie verfügt über fünf Register und ein Manual.

### Geläut
Die beiden historisch wertvollen Glocken im Turm bilden eine Besonderheit in der Glockenlandschaft der Landeshauptstadt. St. Stephan ist eine der wenigen Kirchen Münchens, in denen die Glocken bis heute von Hand mittels Seilzug von der Turmvorhalle geläutet werden.
| Nr. | Patron        | Nominal | Gewicht | Durchmesser | Gießer                       | Gussjahr | Inschrift                                                |
| --- | ------------- | ------- | ------- | ----------- | ---------------------------- | -------- | -------------------------------------------------------- |
| I   | Hl. Maria     | c 2     | 300 kg  | 82,5 cm     | Bartholomäus Wengle, München | 1619     | SANCTISSIMA VIRGO MARIA - SEMPER NUBIS AVXILIVM PRAESTA  |
| II  | Hl. Stephanus | d 2     | 275 kg  | 76,0 cm     | Bartholomäus Wengle, München | 1619     | SANCTE PROTHOMRTYR STEPHANE - SEMPER PRO NOBIS INTERCEDE |

## Friedhof

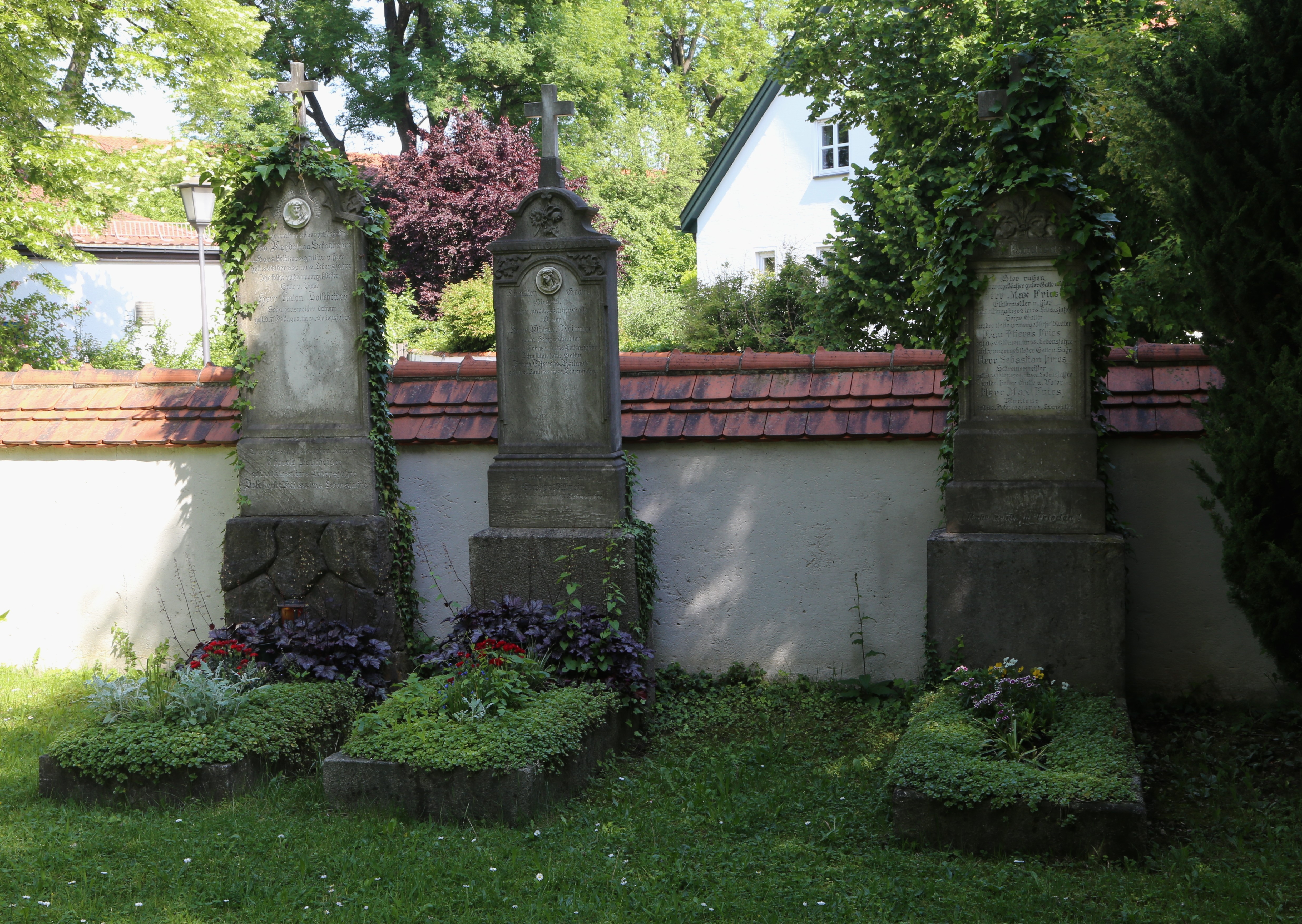
Friedhof von St. Stephan

Der alte Baumkirchner Friedhof wird inzwischen nicht mehr als Begräbnisstätte genutzt.